# Sergio Fenoaltea
Sergio Fenoaltea (Roma, 9 giugno 1908 – Marino, 13 aprile 1995) è stato un politico e funzionario diplomatico italiano, figura importante negli ambienti internazionali ed esponente del Partito d'Azione e del Partito Socialista Democratico Italiano.

## Biografia
Era originario di Marino, nella provincia di Roma. Antifascista, dopo il 25 luglio 1943, rappresentò il Partito d'Azione nel Comitato di Liberazione Nazionale insieme a Ugo La Malfa.
È stato sottosegretario alla Presidenza del Consiglio (a ordinamento provvisorio) del secondo governo Bonomi (18 giugno 1944 - 10 dicembre 1944) insieme al democristiano Giuseppe Spataro.
Nel secondo dopoguerra è stato ambasciatore in Cina dal 1946 al 1949, con l'obiettivo di riprendere relazioni normali con il governo nazionalista di Chiang Kai-shek e sostituire Francesco Maria Taliani de Marchio come capo missione temporaneo, su richiesta di Alcide De Gasperi.

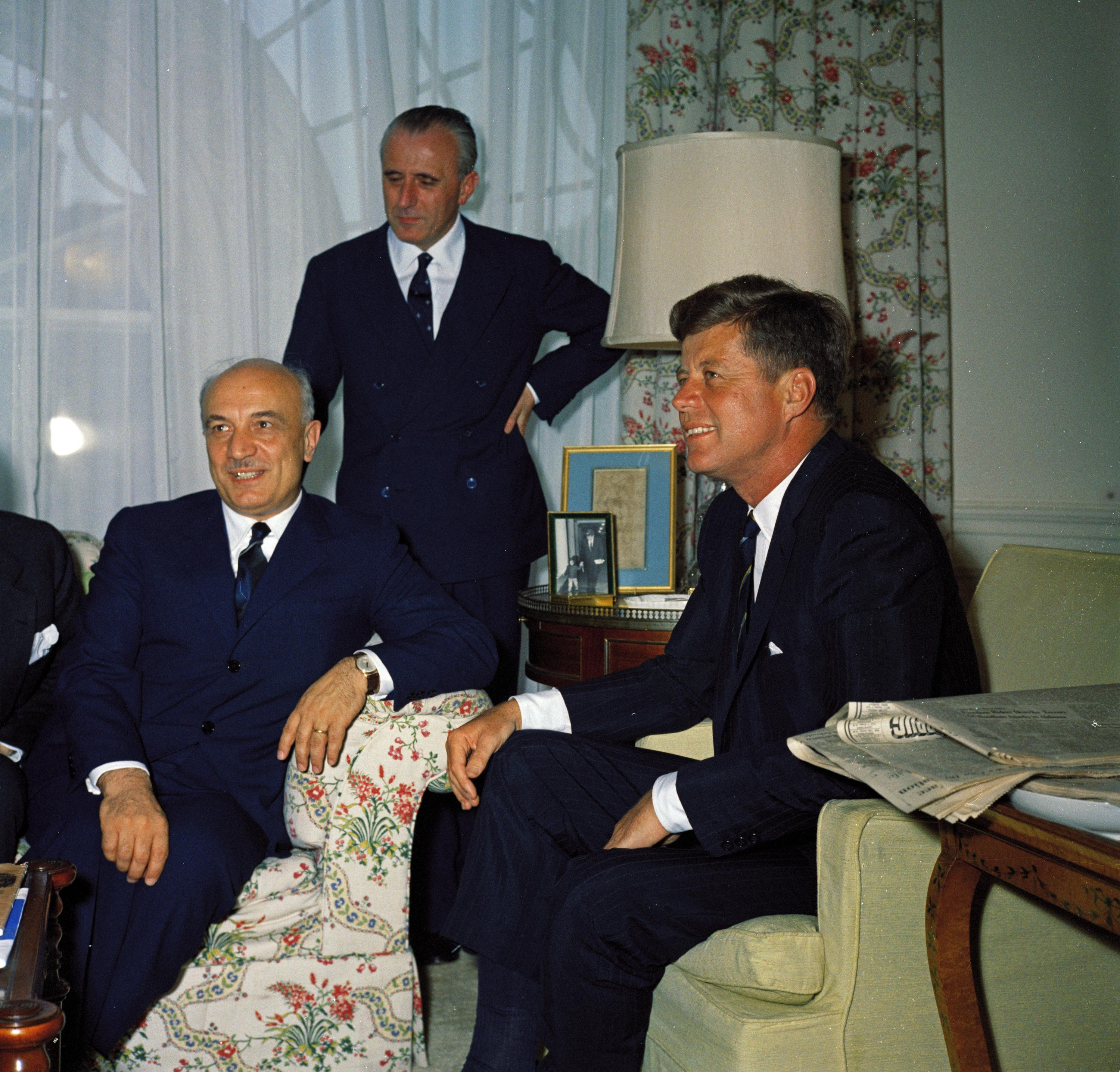
Sergio Fenoaltea con Amintore Fanfani e John Fitzgerald Kennedy

Proseguì la carriera diplomatica come ambasciatore in Canada dal 1955 al 1958, in Belgio dal 1958 al 1961 e negli Stati Uniti, dove presentò le credenziali nel 1961 a John Fitzgerald Kennedy; nel 1967 si dimise per un dissenso con l'allora ministro degli esteri Amintore Fanfani.
Alle elezioni politiche del 1976 venne candidato al Senato della Repubblica per il Partito Socialista Democratico Italiano nella circoscrizione Toscana, ed eletto senatore.

## Vita privata
Fin dalla gioventù era amico di Giorgio Amendola, tanto che quando il padre di Giorgio, Giovanni, morì, fu Sergio, appena diciottenne, a commemorarlo nella redazione del quotidiano di Giovanni Amendola, Il Mondo.